# Saint-Maurice-la-Souterraine
Saint-Maurice-la-Souterraine is een gemeente in het Franse departement Creuse (regio Nouvelle-Aquitaine). De plaats maakt deel uit van het arrondissement Guéret. Saint-Maurice-la-Souterraine telde op 1 januari 2022 1.126 inwoners.

## Geografie
De oppervlakte van Saint-Maurice-la-Souterraine bedraagt 39,72 km², de bevolkingsdichtheid is 31 inwoners per km² (per 1 januari 2019).
De onderstaande kaart toont de ligging van Saint-Maurice-la-Souterraine met de belangrijkste infrastructuur en aangrenzende gemeenten.

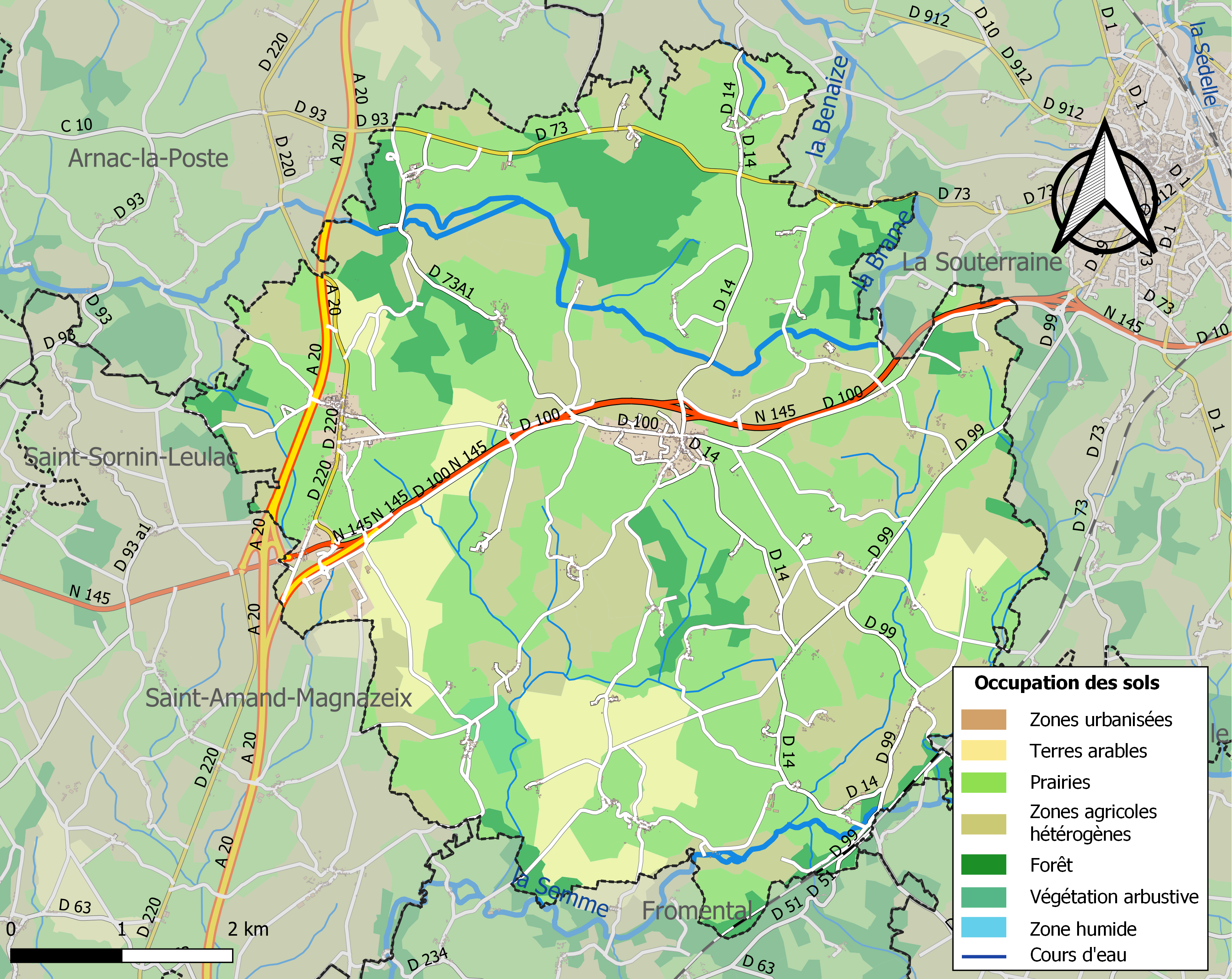

## Demografie
Onderstaande figuur toont het verloop van het inwonertal (bron: INSEE-tellingen).